# Atari Lynx
Atari Lynx är en portabel spelkonsol släppt av Atari 1989. Konsolen var den första portabla med LCD-färgskärm, och konkurrerade med Nintendos svartvita Game Boy. Lynx kunde dock inte stå sig mot Game Boy trots att den var tekniskt långt mycket bättre bland annat på grund av högre pris, kortare batteritid och mindre spelutbud.

## Historia
Atari Lynx utvecklade ursprungligen av Epyx under namnet "Handy Game". Epyx visade upp systemet under CES 1989 men eftersom de hade ekonomiska problem letade de partners. Epyx och Atari kom överens om att Atari skulle göra hårdvaran och Epyx mjukvaran.
Atari gjorde vissa mindre förändringar av hårdvaran och bytte namnet till "Lynx". Det kan vara av intresse att "lynx" är ett grekiskspråkigt lånord på engelska för lodjur.

## Atari Lynx II

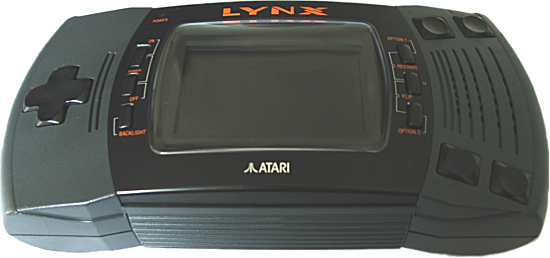
Atari Lynx II.

År 1991 omdesignade Atari Lynx och släppte Lynx II. Denna är i huvudsak identisk med sin föregångare, men har en i vissas tycke mer elegant utformning och hårdvaran är dessutom uppdaterad. Lynx II har bland annat ett uttag för stereohörlurar och skärmens ljus kan stängas av.

## Specifikationer
- CPU: MOS 65SC02 @ 4 MHz (~3,6 MHz i genomsnitt)
- Adressutrymme: 16 bit
- RAM: 64 kibyte
- Skärmstorlek: 3,5 tum
- Upplösning: 160 × 102 pixlar
- Färgdjup: 4096 färger totalt (12 bitar), 16 per scanline (4 bitar)
- Bildrutor per sekund: upp till 75
- Ljud: fyra kanaler med en 8-bitars DAC för varje kanal
- Spelkassetter: storlekar på 128, 256 och 512 kilobyte existerar, upp till två megabyte är möjligt

### Fotnoter
1. ↑  ”From Game Boy to 3DS” (på engelska). Guardian. 24 mars 2011. https://www.theguardian.com/technology/gallery/2011/mar/24/from-game-boy-to-3ds-handheld-games-consoles. Läst 23 maj 2017.